# شاهين بياني
شاهين بياني، من مواليد 1962م، وهو لاعب كرة قدم إيراني سابق وكان مركزه دفاع، لعب مع منتخب بلاده لكأس آسيا سنة 1984م، ودورة الألعاب الآسيوية سنة 1986م و1990م، ولعب مع نادي استقلال طهران ونادي الأهلي القطري.

## انجازاته
حقق المنتخب الإيراني على المركز الرابع لكأس آسيا 1984م.

## سجلاته الدولية
| السنة | الظهور | الأهداف |
| ----- | ------ | ------- |
| 1984  | 5      | 0       |
| 1985  | 2      | 1       |
| 1986  | 8      | 0       |
| 1990  | 3      | 0       |
| Total | 18     | 1       |